# 西列罗斯德拉瓦斯蒂达
西列罗斯德拉瓦斯蒂达，是西班牙卡斯蒂利亚-莱昂萨拉曼卡省的一个市镇。 总面积17平方公里，总人口40人（2001年），人口密度2人/平方公里。